# Raimund Dietzen
Raimund Dietzen   (Trèveris, 29 de maig de 1959)

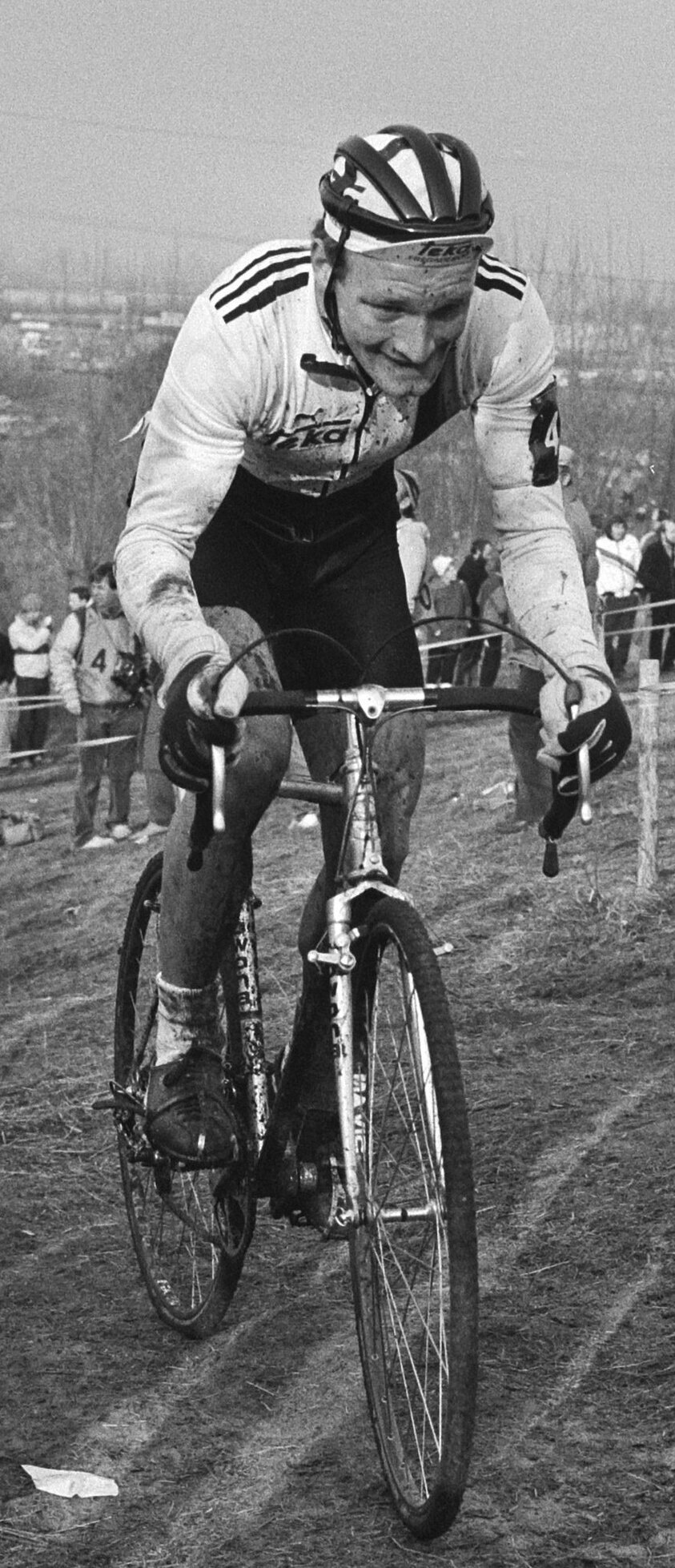
Fotografia de Reimund Dietzen.

és un ciclista alemany, ja retirat, que fou professional entre 1982 i 1990.
En el seu palmarès hi ha una trentena de victòries, entre les quals destaquen tres victòries d'etapa a la Volta a Espanya. En aquesta cursa, sempre amb l'equip Teka, fou segon de la classificació general els anys 1987 i 1988, tercer el 1984 i quart el 1986. El 1984 i 1985 guanyà el Campionat d'Alemanya en ruta.
Un greu accident, durant la Volta a Espanya del 1989, ocorregut al túnel de Cotefablo (Osca) per manca de suficient il·luminació, l'obligà a retirar-se prematurament del ciclisme professional. El 1999 un tribunal d'Osca condemnà a Unipublic, empresa organitzadora de la Vuelta, a pagar 80 milions de pessetes per no haver il·luminat el túnel. La sentència fou confirmada el 2006 pel Tribunal Suprem.
Després de la seva retirada com esportista, es va convertir en director esportiu.

## Palmarès en ruta
- 1982
  - 1r al Trofeu Luis Puig
- 1983
  - 1r a la Volta de les Tres Províncies i vencedor d'una etapa
  - Vencedor d'una etapa de la Setmana Catalana de Ciclisme
- 1984
  -  Campió d'Alemanya en ruta
  - Vencedor d'una etapa de la Volta a Espanya
  - Vencedor d'una etapa de la Volta a Astúries
- 1986
  -  Campió d'Alemanya en ruta
  - Vencedor d'una etapa de la Volta a Espanya
  - Vencedor d'una etapa de la Volta al País Basc
  - Vencedor d'una etapa de la Volta a Aragó
- 1987
  - 1r a la Vuelta a La Rioja i vencedor d'una etapa
- 1989
  - 1r a la Setmana Catalana de Ciclisme
  - Vencedor d'una etapa de la Volta a Espanya

### Resultats a la Volta a Espanya
- 1982. 40è de la classificació general
- 1983. Abandona (14a etapa)
- 1984. 3r de la classificació general. Vencedor d'una etapa
- 1985. 7è de la classificació general
- 1986. 4t de la classificació general. Vencedor d'una etapa
- 1987. 2n de la classificació general. Porta el mallot groc durant 4 etapes
- 1988. 2n de la classificació general
- 1989. Abandona per caiguda (13a etapa). Vencedor d'una etapa

### Resultats al Tour de França
- 1982. Abandona (2a etapa)
- 1984. 64è de la classificació general
- 1986. Abandona (13a etapa)
- 1987. 90è de la classificació general
- 1988. 83è de la classificació general

## Palmarès en ciclocròs
- 1979-1980
  -  Campió d'Alemanya Occidental de ciclocròs amateur
  - 1r al Ciclocròs d'Igorre
- 1980-1981
  -  Campió d'Alemanya Occidental de ciclocròs amateur
- 1983-1984
  -  Campió d'Alemanya Occidental de ciclocròs
- 1984-1985
  -  Campió d'Alemanya Occidental de ciclocròs